# 阿帕奇弗拉茨 (密蘇里州)
阿帕奇弗拉茨（英語：Apache Flats）是位於美國密蘇里州科爾縣的非建制地區。

## 地理
阿帕奇弗拉茨所處的海拔為高於海平面201米（即659英呎），而該地所採用的時區為UTC-6，即北美中部時區（CST）。同時該地設有夏令時間，為UTC-6調快一小時，即UTC-5（CDT）。